# Chocicza (gmina Nowe Miasto nad Wartą)
Chocicza – wieś w Polsce położona w województwie wielkopolskim, w powiecie średzkim, w gminie Nowe Miasto nad Wartą, na Wysoczyźnie Kaliskiej, około 5 km od Nowego Miasta, przy drodze wojewódzkiej nr 436 do Śrem. Miejscowość znajduje się w pobliżu linii kolejowej Poznań – Katowice.
W latach 1975–1998 miejscowość należała administracyjnie do województwa poznańskiego.
Herbem Chociczy jest Odrowąż.

## Historia
Nazwa miejscowości pochodzi od imienia Chocik (Chociesław). Chocicza została wymieniona po raz pierwszy w 1391 r., gdy właścicielka wsi Wilczaka z Wilkowyi została pozwana do sądu przez kmiecia Świętosława de Chocicza. Od końca XIV w. stanowiła miejsce zamieszkania rodziny Chocickich, zaś od 1482 r. jej część wchodziła w skład dóbr nowomiejskich. W 1510 r. dział należący do Jana z Jarocina obejmował folwark, 5 łanów osiadłych, tyle samo łanów opustoszałych, karczmę i istniejące wówczas w okolicy lasy. Ostatnim polskim właścicielem Chociczy był Stanisław Ostroróg Sadowski, który za udział w przygotowaniach do powstania w 1846 r. został skazany na śmierć i konfiskatę posiadłości. Rozwój wsi, która w połowie XIX w. liczyła ok. 170 mieszkańców przyniosła budowę linii kolejowej i powstanie dużego majątku rolnego. W 1855 r. majątek został kupiony przez Hermanna Kennemanna z Klęki, który aż do II wojny światowej wchodził w skład tamtejszych dóbr.
W listopadzie 1918 r. na stacji kolejowej rozegrały się dramatyczne wydarzenia związane z początkowym okresem działalności Jarocińskiej Rady Żołnierskiej. Powstała ona w nocy z 8 na 9 listopada 1918 r. w składzie polsko-niemieckim, jednak inicjatywę w niej mieli Polacy. Na wieść o tym, gen. Fritz von Bock und Polach wysłał koleją elitarny oddział aspirantów oficerskich z Biedruska, który miał na miejscu stłumić rewolucję jarocińską i zaprowadzić porządek. Pociąg został zatrzymany w Chociczy. Ze strony polskiej negocjacje prowadził umiejętnie członek Rady Żołnierskiej, Maksymilian Błażejewski. Po przeprowadzonych rozmowach, podchorążowie oświadczyli swemu dowódcy, że do kolegów w tych samych mundurach i posługujących się tym samym językiem, strzelać nie będą. W następstwie tego pociąg wrócił do Poznania. W okresie okupacji hitlerowskiej w rejonie wsi, aktywną działalność prowadziła placówka AK o kryptonimie „Nakło”, której członkowie m.in. w listopadzie 1943 r. podpalili suszarnie pasz w tutejszym majątku, a 15 grudnia tegoż roku, wskutek uszkodzenia mostku, sparaliżowano na kilkanaście godzin ruch na linii kolejowej. Na początku lutego 1944 r. z pociągu ze sprzętem wojskowym skradziono znaczną ilość broni i amunicji.
Po II wojnie światowej Chocicza stała się ośrodkiem rolnictwa wielkotowarowego, a we wsi usytuowano siedzibę dyrekcji Kombinatu PGR. W układzie przestrzennym wsi zachowały się zwarte zespoły obiektów związane z głównymi czynnikami rozwoju. W rejonie torów kolejowych znajduje się dworzec z 1875 r. oraz zespół innych obiektów kolejowych i poczta z końca XIX w. Na płn. od szosy Śrem-Żerków rozwinęło się budownictwo mieszkaniowe. Najstarszy jest zespół 5 czworaków z końca XIX w. (między ulicami Ogrodowa i Leśna). Z lat siedemdziesiątych pochodzi osiedle bloków mieszkalnych, a rozległy kompleks domów jednorodzinnych powstawał w różnych okresach po 1945 r. i rozbudowuje się do dzisiaj. Przy drodze do Roguska (ul. Leśna) stoi kościół parafialny pw. Miłosierdzia Bożego, wzniesiony w latach 1982-1983 według projektu Wacława Wojtery. Domy mieszkalne stoją też wzdłuż szosy do Nowego Miasta i przy drodze do wsi Teresa. Po płd. stronie szosy położony jest zespół pałacowy. Tutejszy park (pow. 5,48 ha) wzmiankowany był już w 1771 r. (ogród wielki platanami ogrodzony). Obecnie ma ładnie utrzymany, urozmaicony drzewostan (m.in. stara aleja grabowa, a przy drodze do pałacu rozłożysty orzech włoski o obw. 290 cm). Z jego założeniem koliduje zbudowany w latach sześćdziesiątych barak świetlicy oraz urządzenie miejsca występów estradowych. W parku wznosi się eklektyczny pałac, zbudowany przez rodzinę Jouanne’ów w 1920 r. Ma on dach mansardowy i piętrowa cześć środkowa, a w tylnej fasadzie, wychodzącej na leżący w dole staw, znajduje się taras, nad którym umieszczono półkolisty balkon wsparty na 2 kwadratowych stupach. Za odnowienie pałacu Kombinat PGR otrzymał w 1987 r. nagrodę Ministerstwa Kultury i Sztuki. W sąsiedztwie znajdują się zabudowania gospodarcze, stary dwór (rządcówka), kuźnia, gorzelnia i cegielnia, w większości pochodzące z 2 pot. XIX i pocz. XX w. Przy skrzyżowaniu szosy do Nowego Miasta i ul. Polnej stoi budynek starej szkoły z ok. 1900 r.; obok w 1964 r. powstała nowa siedziba szkoły. Przy stacji kolejowej rozpoczyna się łącznikowy szlak czarny do Roguska (2,6 km), który tam łączy się ze szlakiem zielonym – Stacja kolejowa na linii Poznań-Katowice.
W 2005 r. miejscowy sołtys, Wincenty Pawelczyk, został uznany przez Gazetę Sołecką za sołtysa roku w Polsce.

## Zabytki i atrakcje turystyczne
W Chociczy zachowały się:

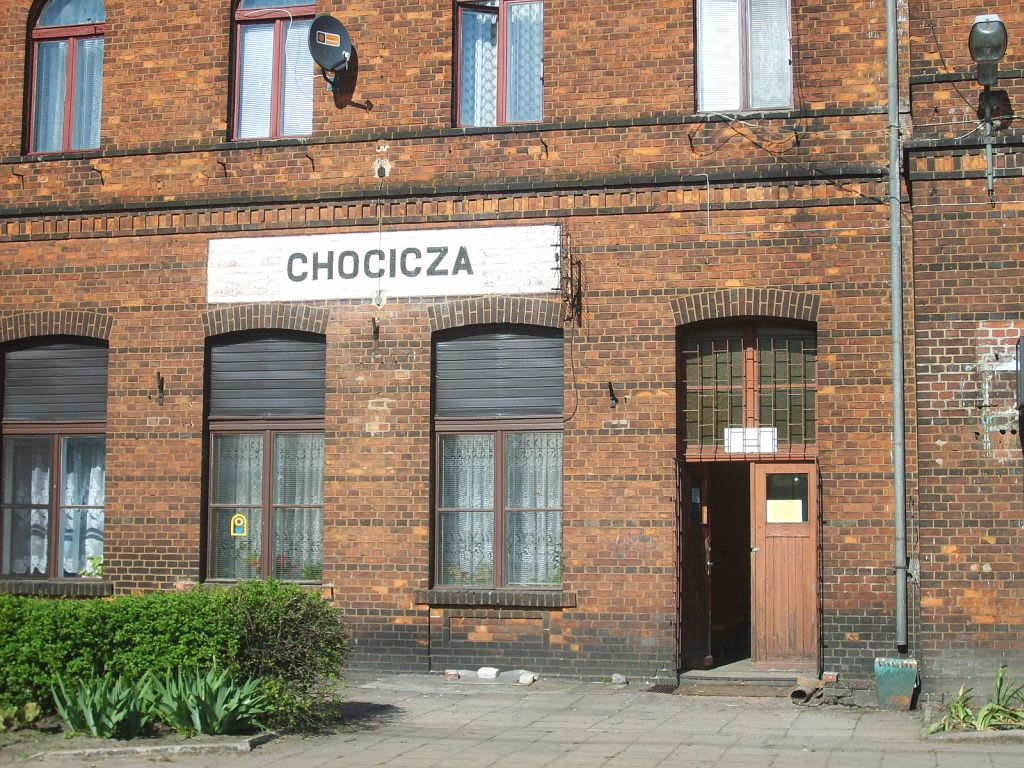
Zabytkowy dworzec w Chociczy

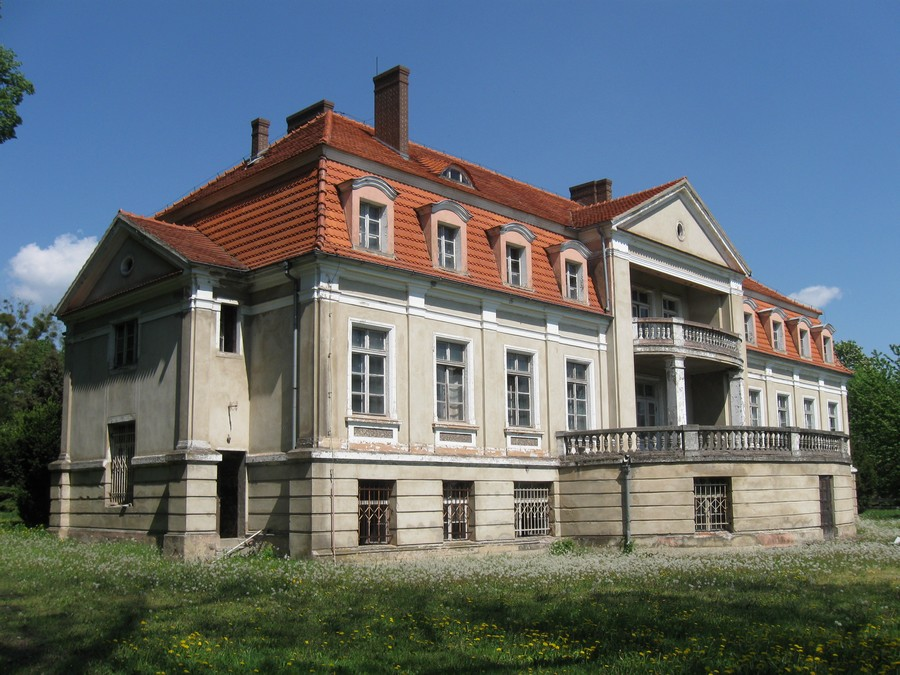
Pałac od strony parku

- dworzec wraz z innymi obiektami kolejowymi z 1875
- poczta z końca XIX w. mieszcząca się przy ul. Dworcowej 8
- czworaki z końca XIX w.
- stara szkoła z ok. 1900 r.
- pałac eklektyczny w stylu polskim, zbudowany w 1920 roku dla niemieckiej rodziny von Jouanne’ów.

Pałac parterowy z piętrową częścią środkową, w obu fasadach wysokie ryzality, z fasadzie frontowej ryzalit dzielony pilastrami. W fasadzie ogrodowej dwa półokrągłe balkony. Kryty dachem mansardowym z lukarnami, z ukrytym piętrem mieszkalnym. Dziś stanowi własność prywatną – za odnowienie pałacu Kombinat PGR otrzymał w 1987 r. nagrodę Ministerstwa Kultury i Sztuki. W sąsiedztwie pałacu – stary dwór (rządcówka), kuźnia, gorzelnia i cegielnia. Park pałacowy, wzmiankowany już w 1771 r., obecnie park krajobrazowy (pow. 3,2 ha) z zachowaną aleją grabową.

## Komunikacja
Dwa przystanki PKS z połączeniami do Jarocina, Książa, Nowego Miasta, Śremu i Żerkowa.
MPK Jarocin – z połączeniami do Jarocina, Książa, Nowego Miasta.
Dworzec kolejowy położony przy linii kolejowej nr 272  relacji Kluczbork-Poznań Główny z bezpośrednimi połączeniami Przewozów Regionalnych i Kolei Wielkopolskich do m.in. Poznania, Jarocina, Ostrowa Wielkopolskiego, Kalisza, Krotoszyna Łodzi i Kępna.
W ramach Poznańskiej Kolei Aglomeracyjnej stacja znajduje się na linii PKM4 relacji Poznań Główny - Jarocin.

## Oświata
W Chociczy znajduje się zespół szkół, w skład którego wchodzi przedszkole (mieści się ono w budynku starej szkoły z 1903 roku) oraz szkoła podstawowa. Do roku 2019 mieściło się tutaj również Gimnazjum im. Jana Pawła II wybudowane w 2000 roku. Zlikwidowane reformą edukacji, budynek użytkuje szkoła podstawowa.